# التعبئة والتغليف الصيدلاني
 التعبئة والتغليف الصيدلاني يجب تنفيذ التعبئة و التغليف الصيدلاني لهدف سلامة المستحضرات الدوائية من أجل الحفاظ عليها خالية من التلوث، ومنع النمو الميكروبي، و التأكد من سلامة المنتج طوال فترة العمر التخزيني المخصص للمستحضرات الدوائية.
التعبئة والتغليف هما جزء مهم في التصنيع الدوائي لغايات ايصال المنتج وتوافقه مع التشعريات التنظيمية. العديد من الشركات الصيدلانية تقوم بعمليات التغليف في بيئة خالية من الملوثات أو في غرف معقمة. من بعض الطرق الشائعة في التغليف الصيدلاني تتضمن الختم بالقصدير والاغلاق الحراري ؛ البوليستر والطباعة باستخدام حزم الأوليفين؛ الطباعة باستخدام البولي ايثيلين والبولي بروبيلين؛ القص على لوح مسطح باستخدام الداي.

## أمثلة

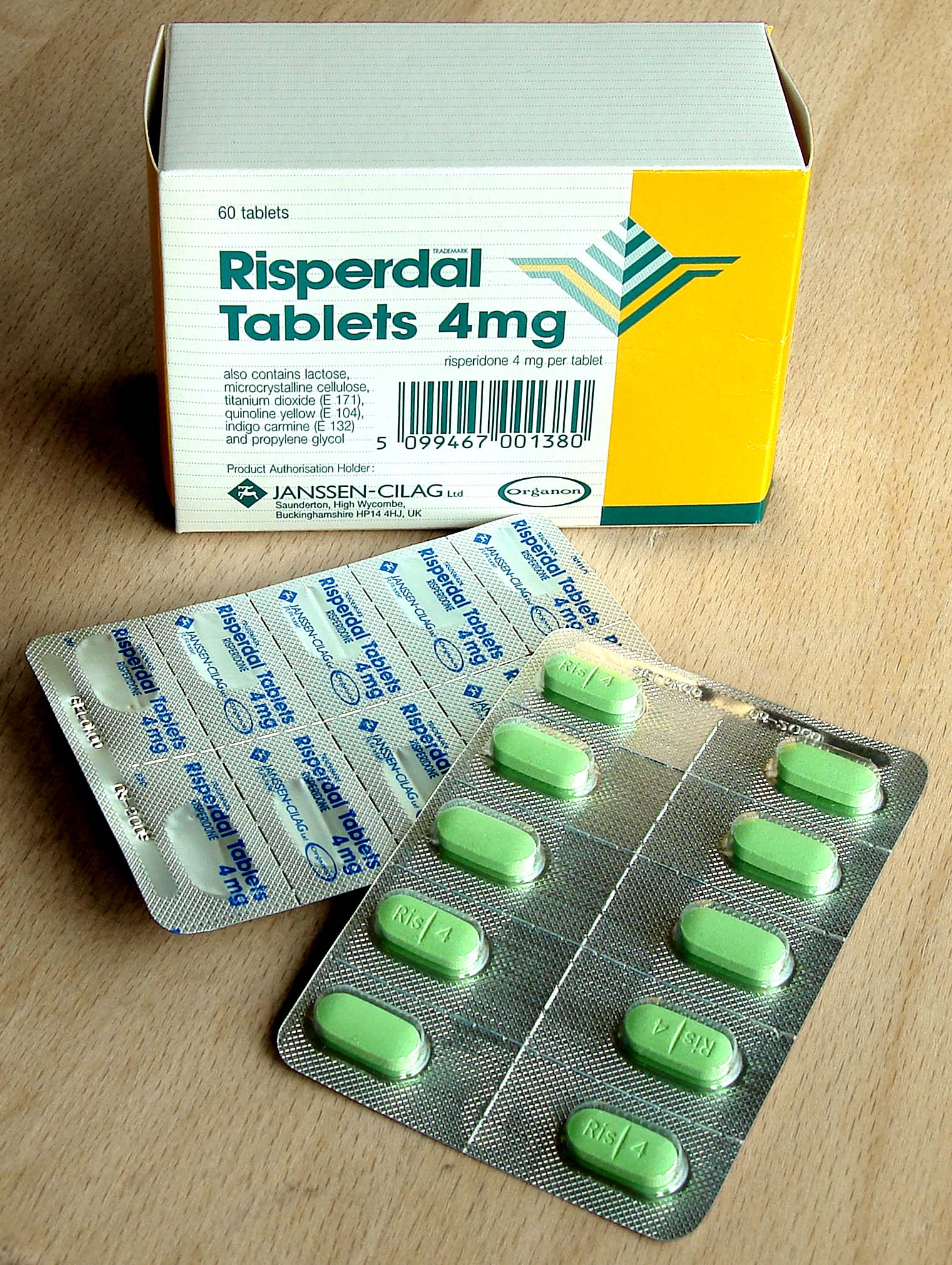
أقراص دوائية في أغلفة البليستر في علبة كرتونية
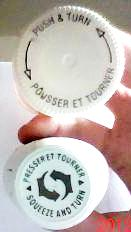
أمثلة على نوعين من أغطية الحماية من استخدام الأطفال
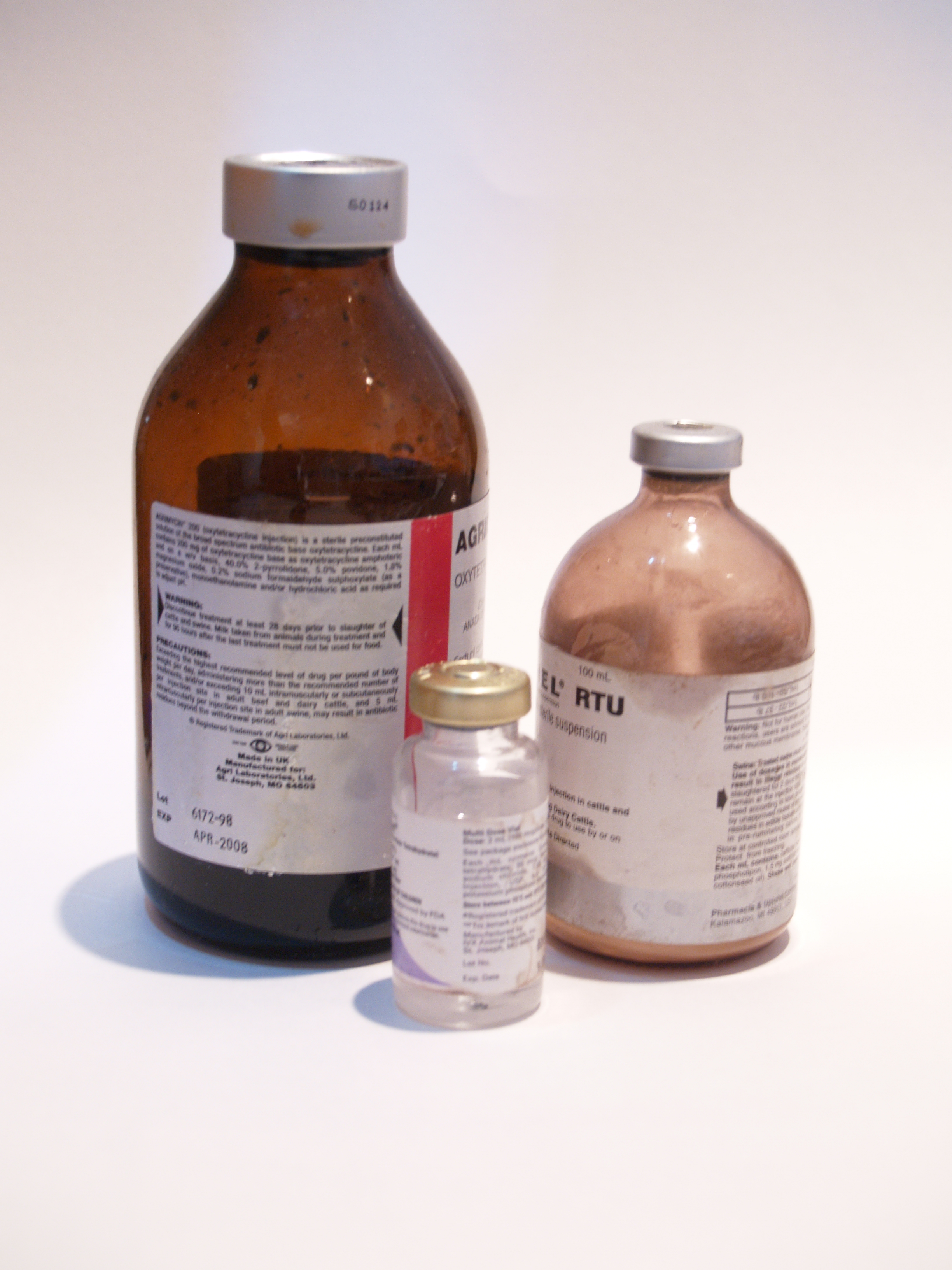
المزوات البيطرية المنزلية
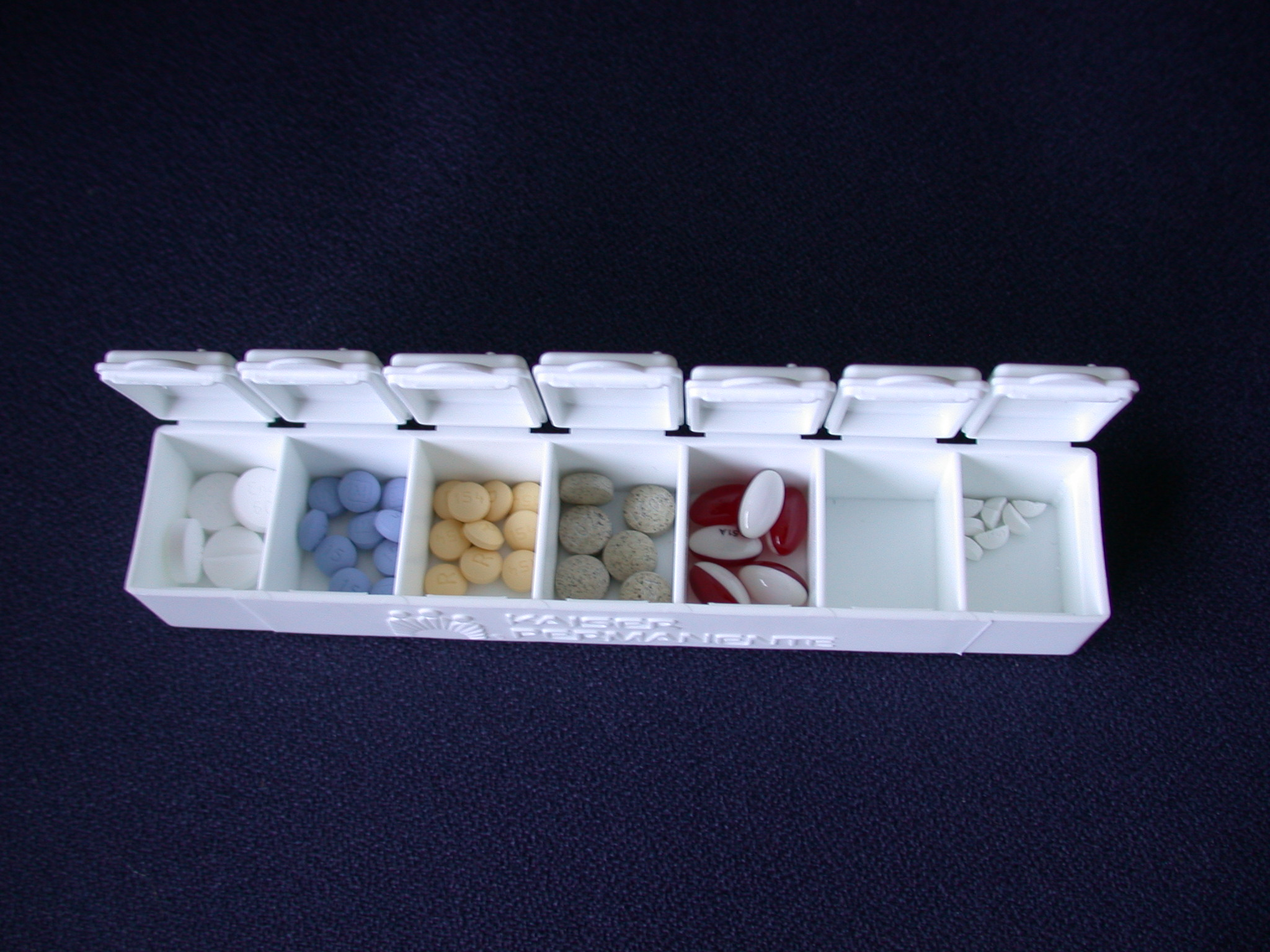
صندوق دواء الحبوب
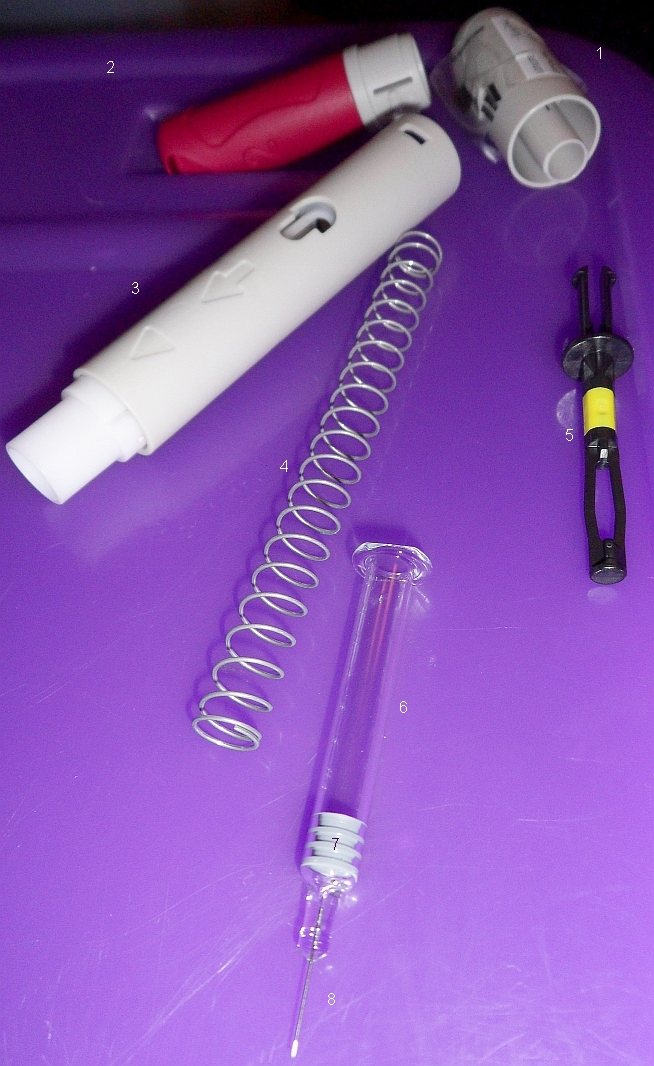
المكونات لمجموعة حقنية
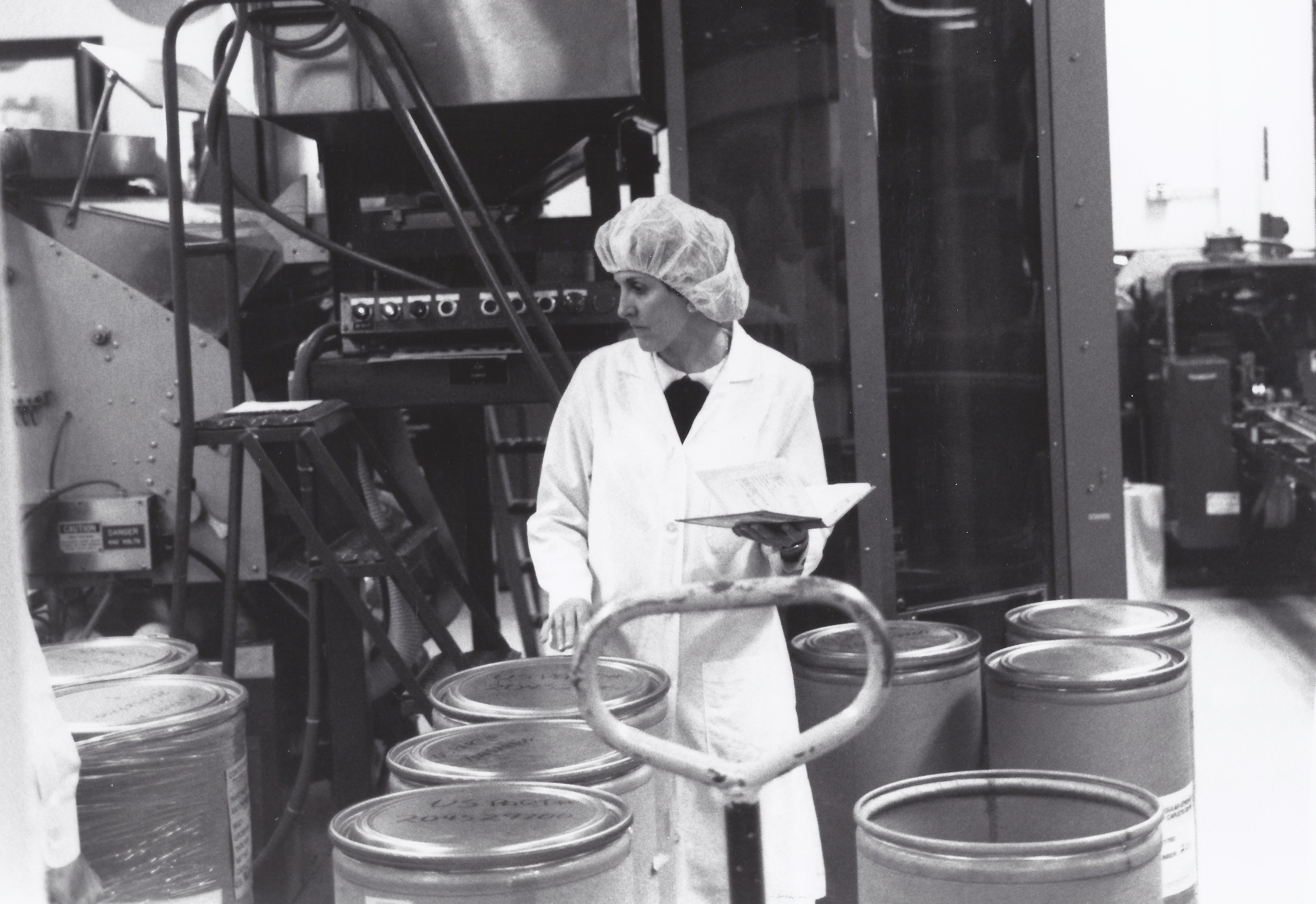
أدوية في براميل من الألياف
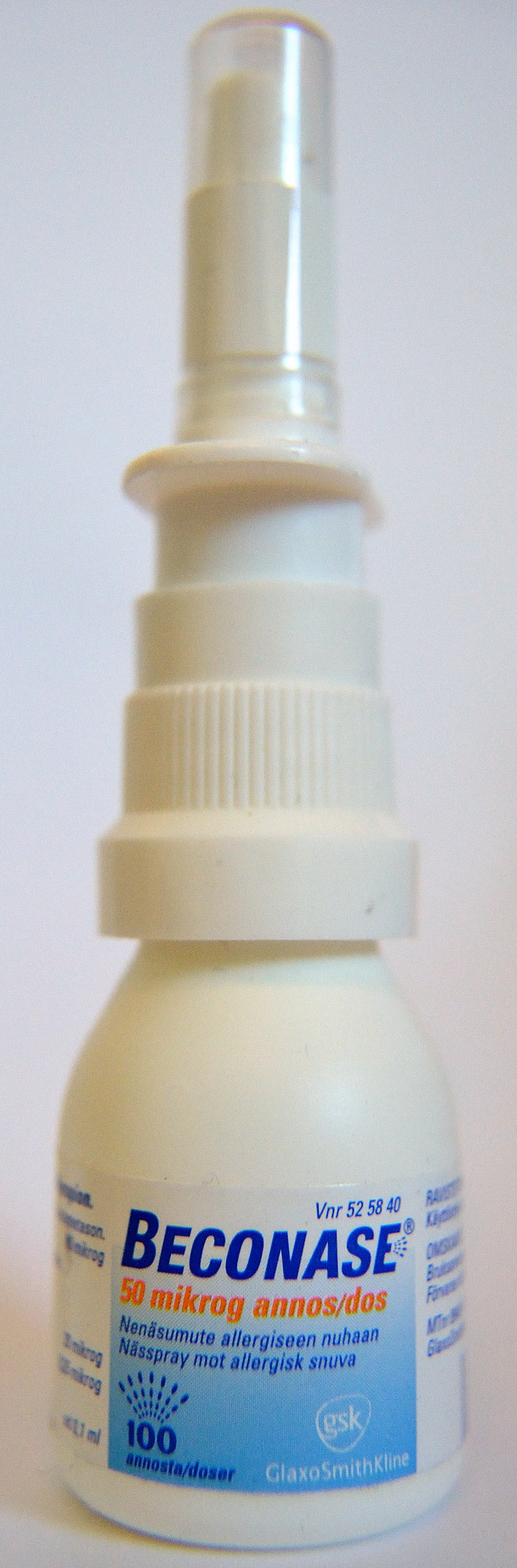
رذاذ للأنف
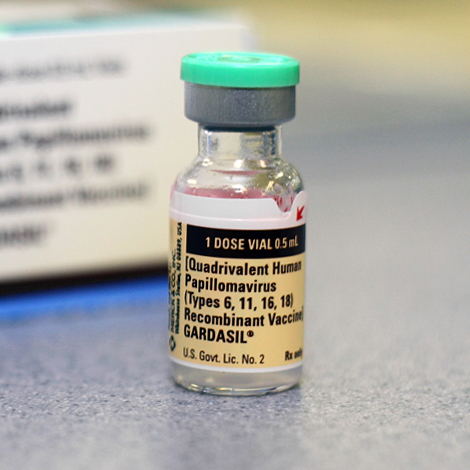
لقاح
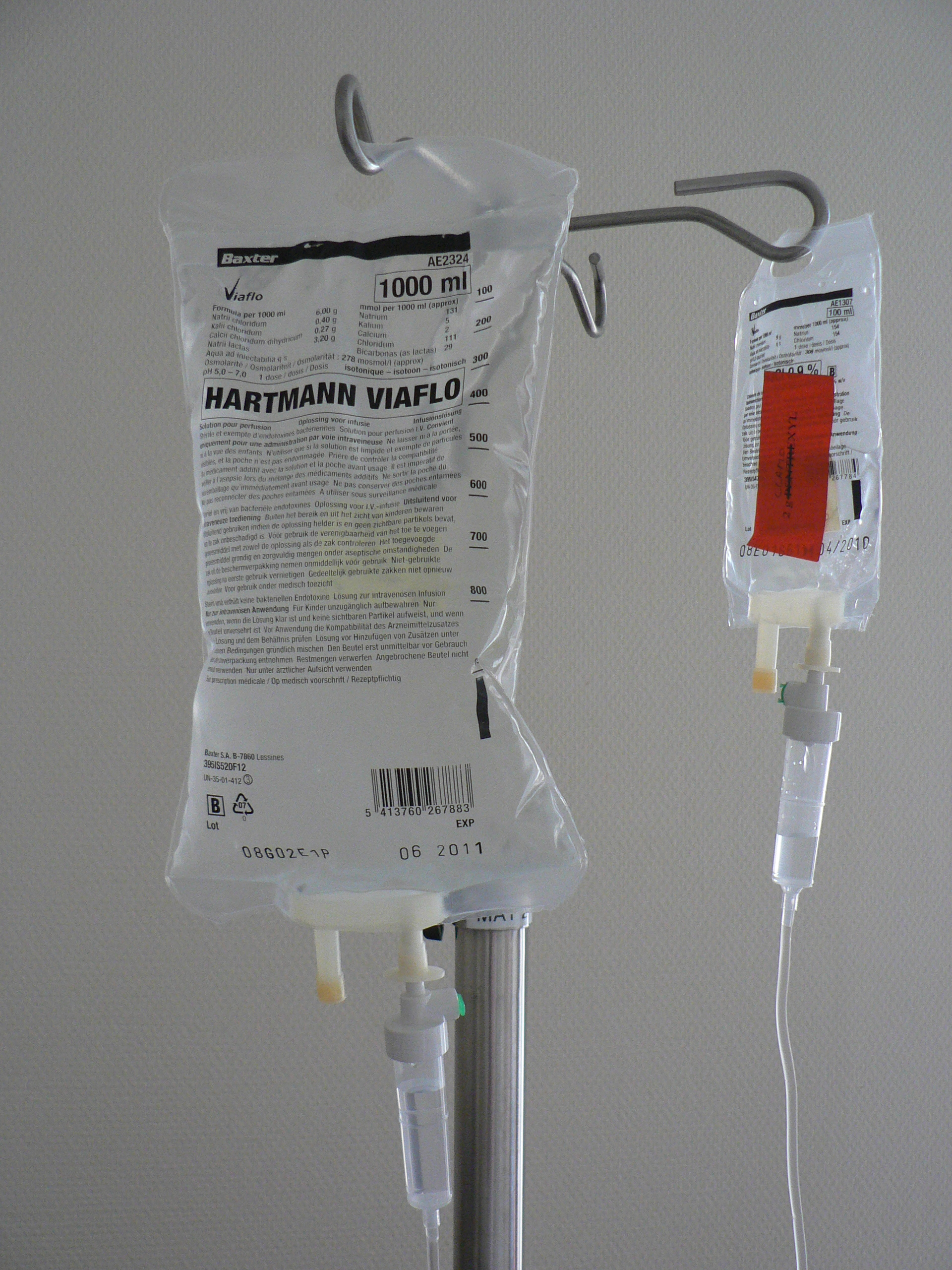
معالجة وريدية
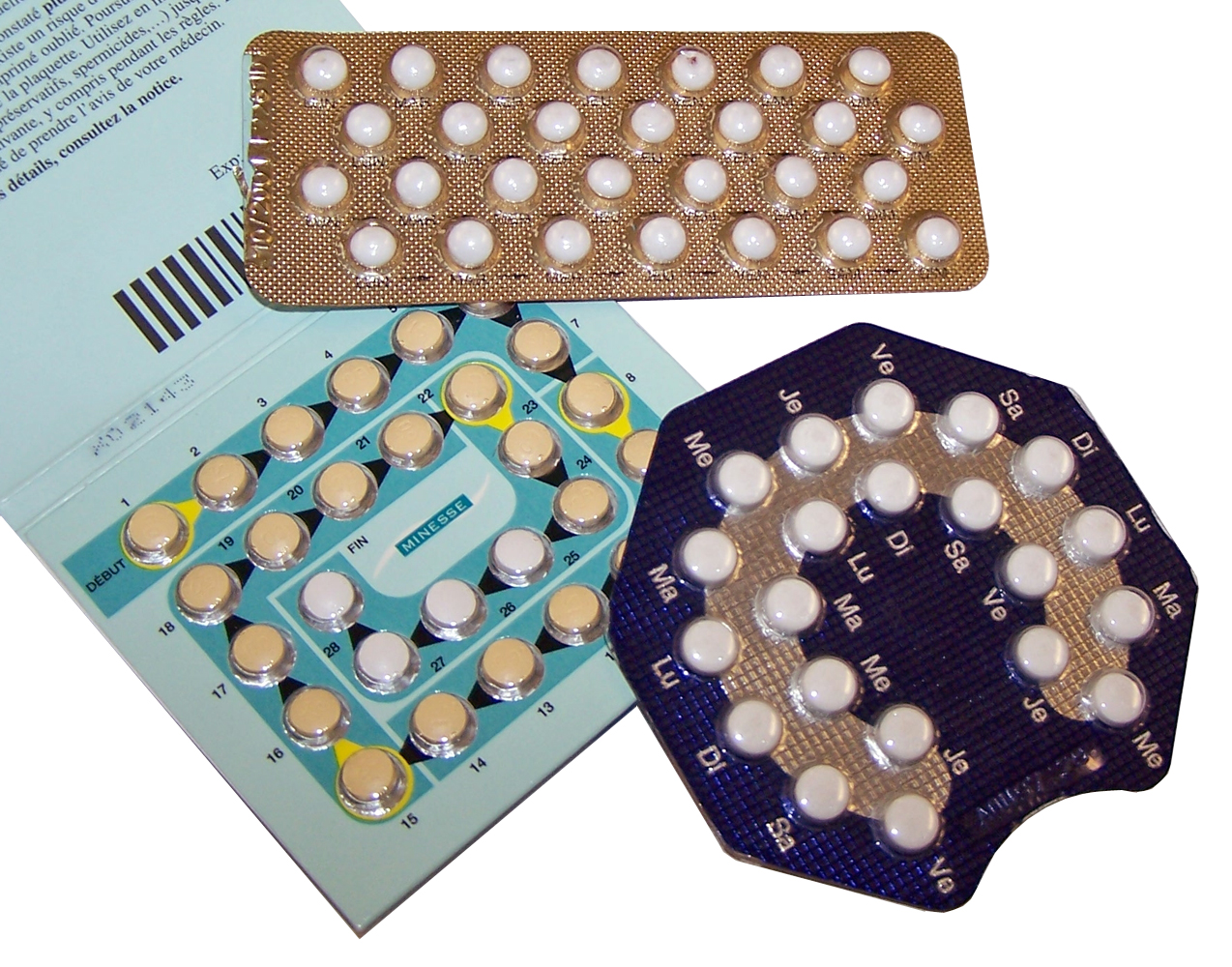
أقراص تنظيم النسل
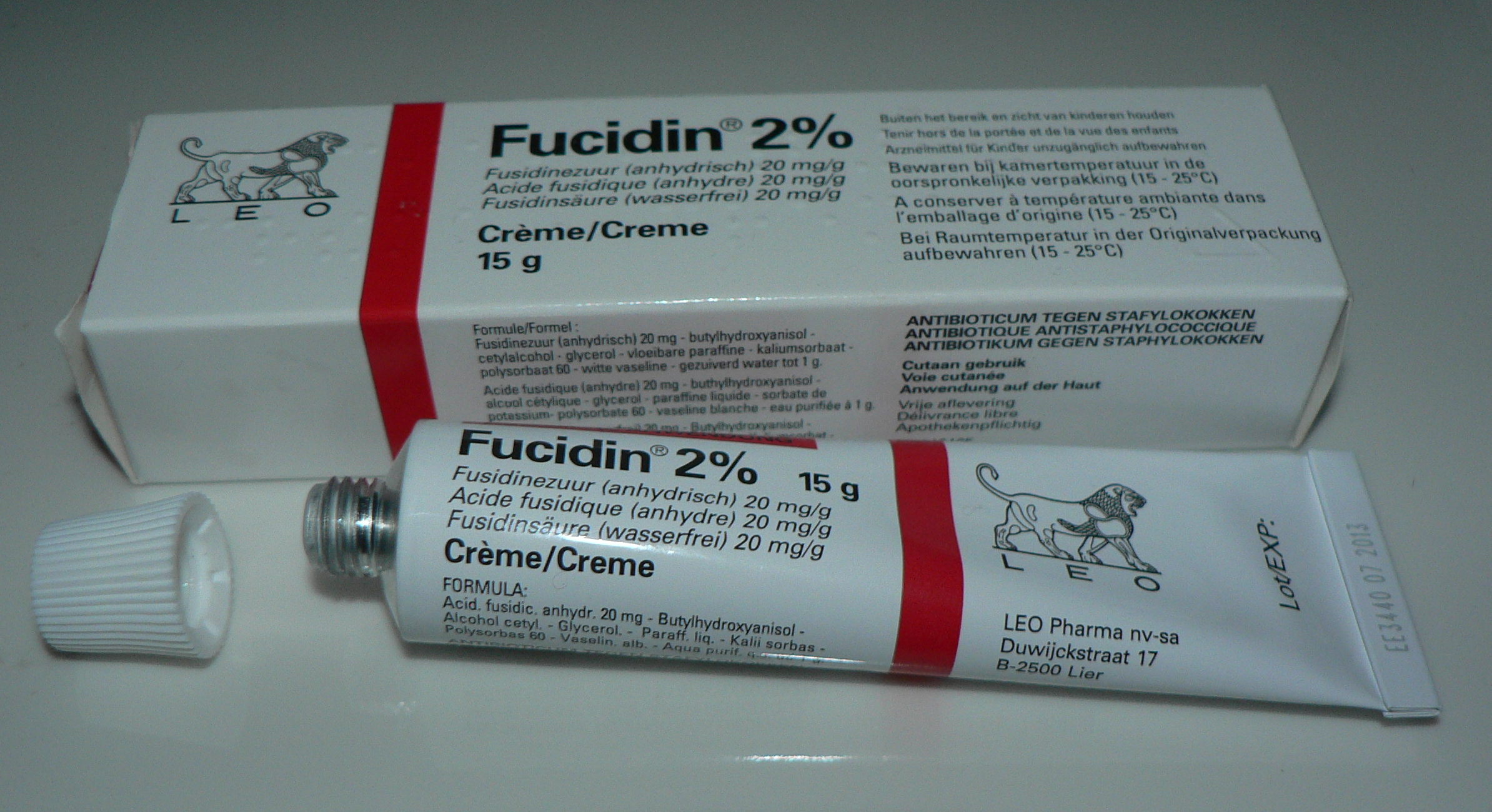
أنبوب المرهم
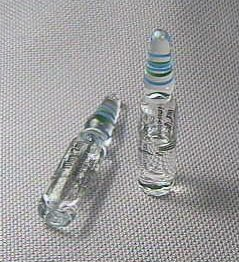
أمبولة
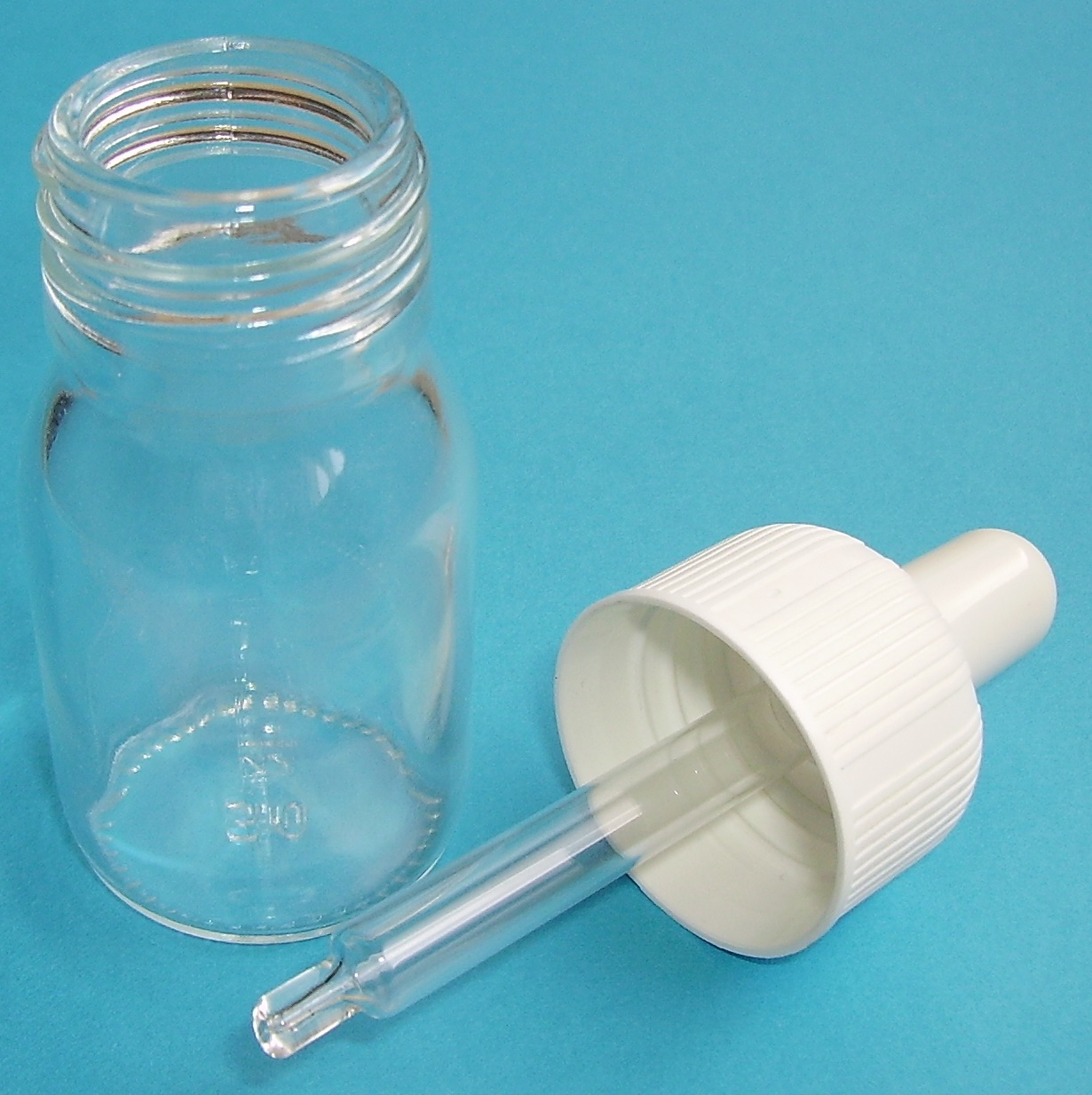
عداد قطرات
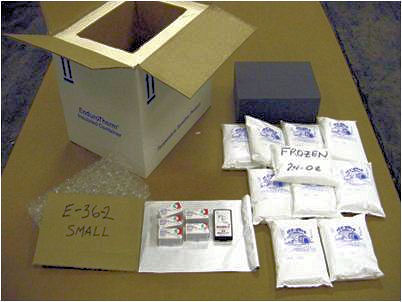
شحنة من اللقاحات،صندوق معزول،حزم للهلام،راصد درجات الحرارة.
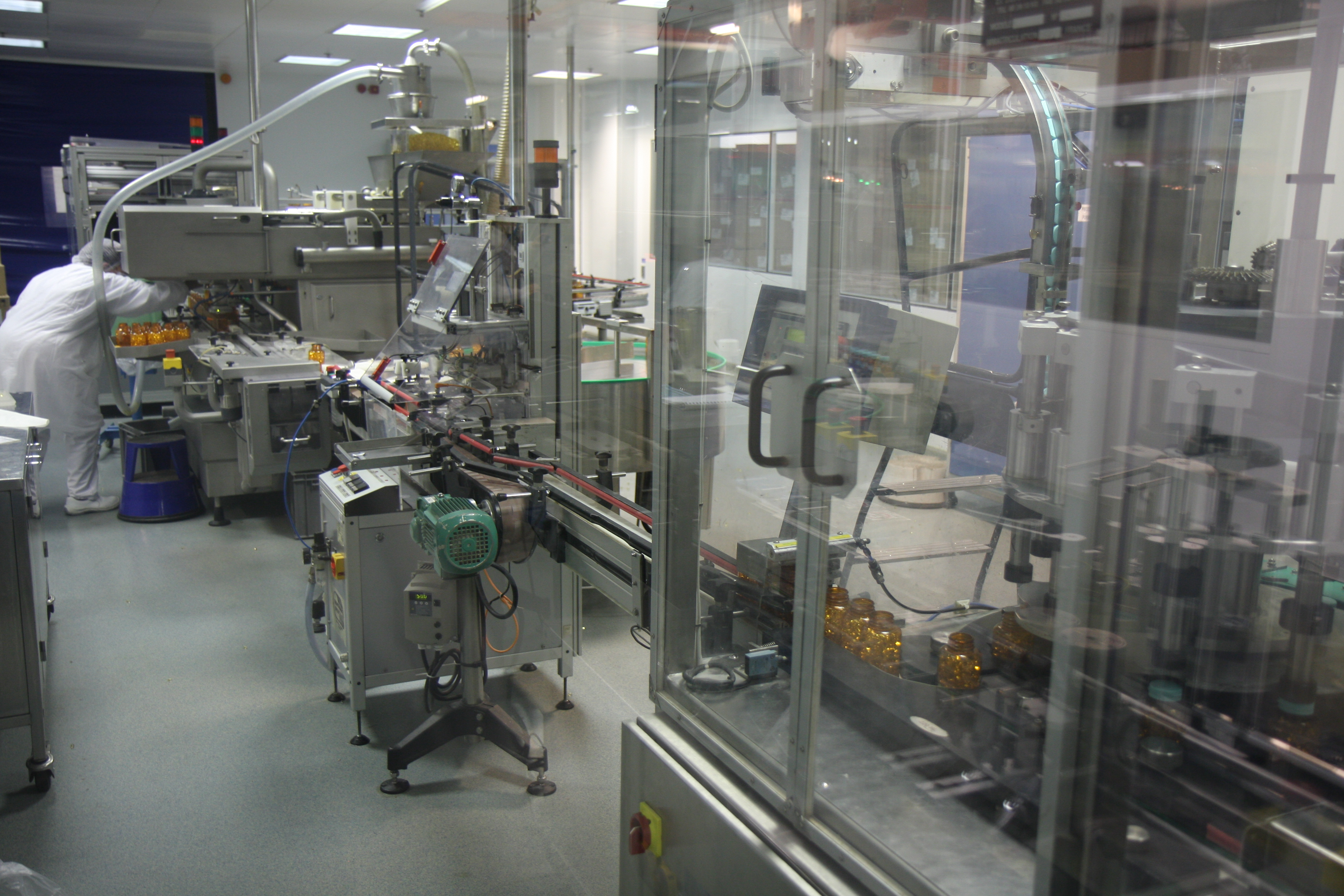
مثال على خط التعبئة و التغليف الصيدلاني
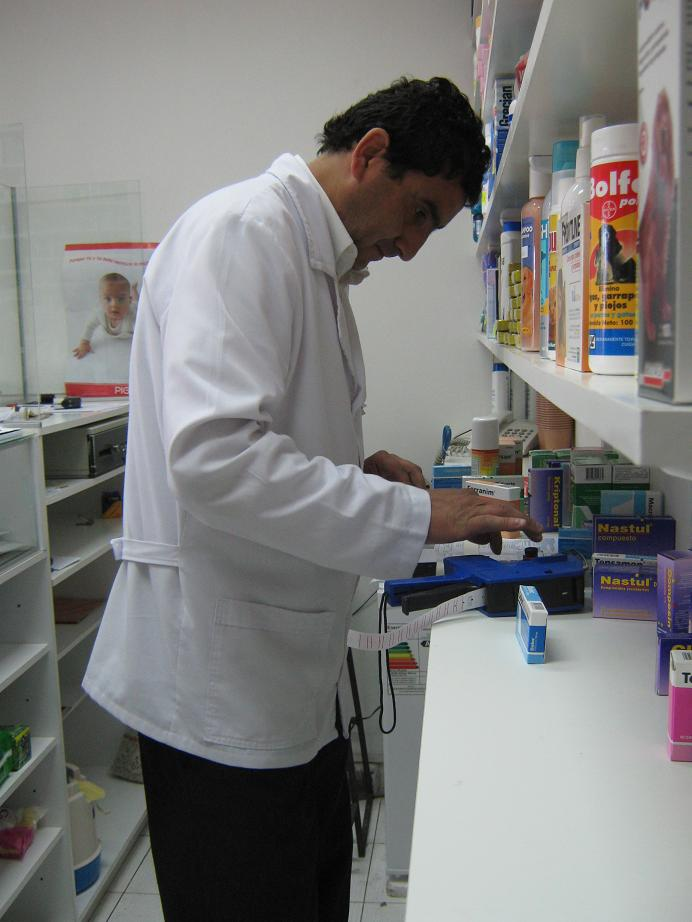
تحضير غلاف للمستهلك الخاص بالوصفات الطبية في الصيدلية